# Groovebox
Groovebox è il quarto album del gruppo sudcoreano Ahn Trio. È stato pubblicato il 22 ottobre 2002.

## L'album
Musicalmente l'album si presenta come un seguito del precedente Ahn-Plugged, con maggiori influenze dal crossover. Come il precedente, infatti, Groovebox contiene sia brani di musica contemporanea (qui composti da Maurice Jarre, Michael Nyman e Kenji Bunch; quest'ultimo, compagno di studi delle sorelle Ahn alla Juilliard School, compose un'opera appositamente per il trio, Swing Shift) che di generi più popolari (in questo caso il blues, con la famosissima Riders on the Storm dei Doors come brano d'apertura).
Per la prima volta nella loro carriera, compare un brano originale del trio: Lullabye, che chiude l'album.

## Lista tracce
1. Riders on the Storm (Jim Morrison, Robby Krieger, Ray Manzarek, John Densmore) – 5:36
2. Yellow Beach (Michael Nyman) – 6:58
3. The Engadiner Suite: Summer (Maurice Jarre) – 6:55
4. The Engadiner Suite: Autumn (Jarre) – 5:59
5. The Engadiner Suite: Winter (Jarre) – 6:28
6. The Engadiner Suite: Spring (Jarre) – 5:27
7. Milonga del Angel (Jarre, Ástor Piazzolla) – 4:26
8. Swing Shift: Prelude (Kenji Bunch) – 2:21
9. Swing Shift: Night Flight (Bunch) – 5:08
10. Swing Shift: Interhour (Bunch) – 2:44
11. Swing Shift: Club Crawl (Bunch) – 7:11
12. Swing Shift: Magic Hour (Bunch) – 2:22
13. Swing Shift: Grooveboxes (Bunch) – 8:03
14. Lullabye  (Ahn Trio) – 4:36

## Formazione
- Lucia Ahn – pianoforte
- Angella Ahn – violino
- Maria Ahn – violoncello